# クアモオ墓地

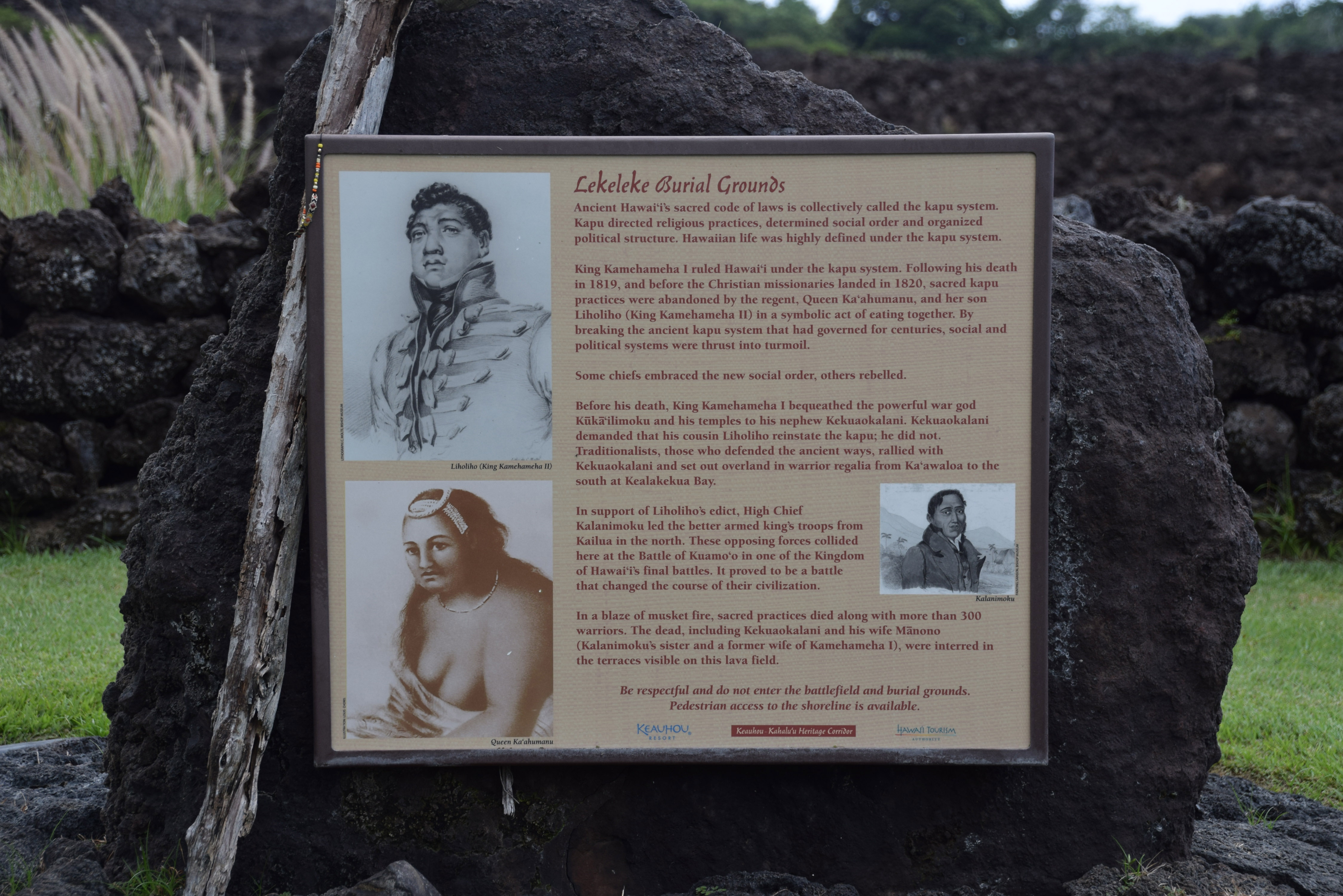
ハワイ島のクアモオ墓地（正式名：レケレケ墓地）の入り口で。

クアモオ墓地（クアモオ ぼち、英語: Kuamoo Burials）は、レケレケ墓地（英語: Lekeleke Burial Grounds）とも呼ばれ、アメリカ合衆国ハワイ州ハワイ島コナにあるハワイ王朝時代、1819年の戦場跡で、ここに戦いの死者がそのまま埋葬されていて、現在アメリカ合衆国国家歴史登録財として保存されている。レケレケがこの土地の名前で、クアモオはこの土地が面している湾と岬の名称である。

## 概要
ハワイはカメハメハ大王までは旧体制のさまざまなタブーによって支配されていた。彼が1819年に亡くなり、子息のリホリホ（カメハメハ2世とカアフマヌ皇太后（亡きカメハメハ大王の妻）の時代になると、リホリホは女性と一緒の席で食事を取り、タブーを破って新しい時代を切り開いていた。これに反対する旧体制の貴族と神官階級の軍隊はカメハメハ大王の弟・ケクアオカラニ（Kekuaokalani）に率いられてリホリホの軍隊とこの地で激突し、マスケット銃などの近代装備に優れたリホリホ軍が勝利する 。
この戦いで300人余の死者がこの溶岩大地に埋葬されているといわれる。 これはキリスト教のハワイ宣教開始の前年であった。

## 交通
アリイ通り（Ali'i Drive）はケアウホウ・ショッピングセンターからさらに南へケアラケクアのHaleki'i Streetへ、2016年にはハワイ州道11号線のキャプテン・クックへ延長されており、この延長線に入ってすぐ途中のKaleioPapa Street （シェラトン・ホテルへの道）を過ぎて次の右折道路の先の海岸にある。

## 参照項目
- ハワイの歴史
- ハワイの宗教
- クアモオ・モオキニ